# Torre Materita
La Torre Materita è una torre di avvistamento nelle vicinanze di Anacapri risalente alla fine del XVI secolo; nel XX secolo venne ristrutturata e adibita a villa.

## Storia
Nel 1563, dopo che varie incursioni turche avevano devastato l'isola e incendiato il monastero, i monaci della Certosa di San Giacomo decisero di costruire due torri di difesa, una per il monastero e l'altra per le proprie aree di coltivazione a Materita. Quella a difesa del monastero crollò nel 1808. L'altra venne acquistata nel 1902 dal medico e scrittore svedese Axel Munthe che vi abitò dopo averla restaurata dal 1908 al 1943; vi si trasferì a causa di una malattia agli occhi in quanto la sua precedente dimora, Villa San Michele, era troppo luminosa e non adatta; qui scrisse La storia di San Michele. Nei primi anni 2000 è stata oggetto di restauro da parte della proprietà.